# Aeroportul Cheikh Larbi Tébessi
Aeroportul Cheikh Larbi Tébessi (IATA: TEE, ICAO: DABS) este un aeroport din Tébessa, Districtul Tébessa, Provincia Tébessa, Algeria ce deservește zona Tébessa. Aeroportul a fost tranzitat în 2020 de 12.607 pasageri. A fost numit după Larbi Tbessi⁠(d).
Situat la o altitudine de 814 m, aeroportul dispune de o singură pistă.